# Negra Efendić

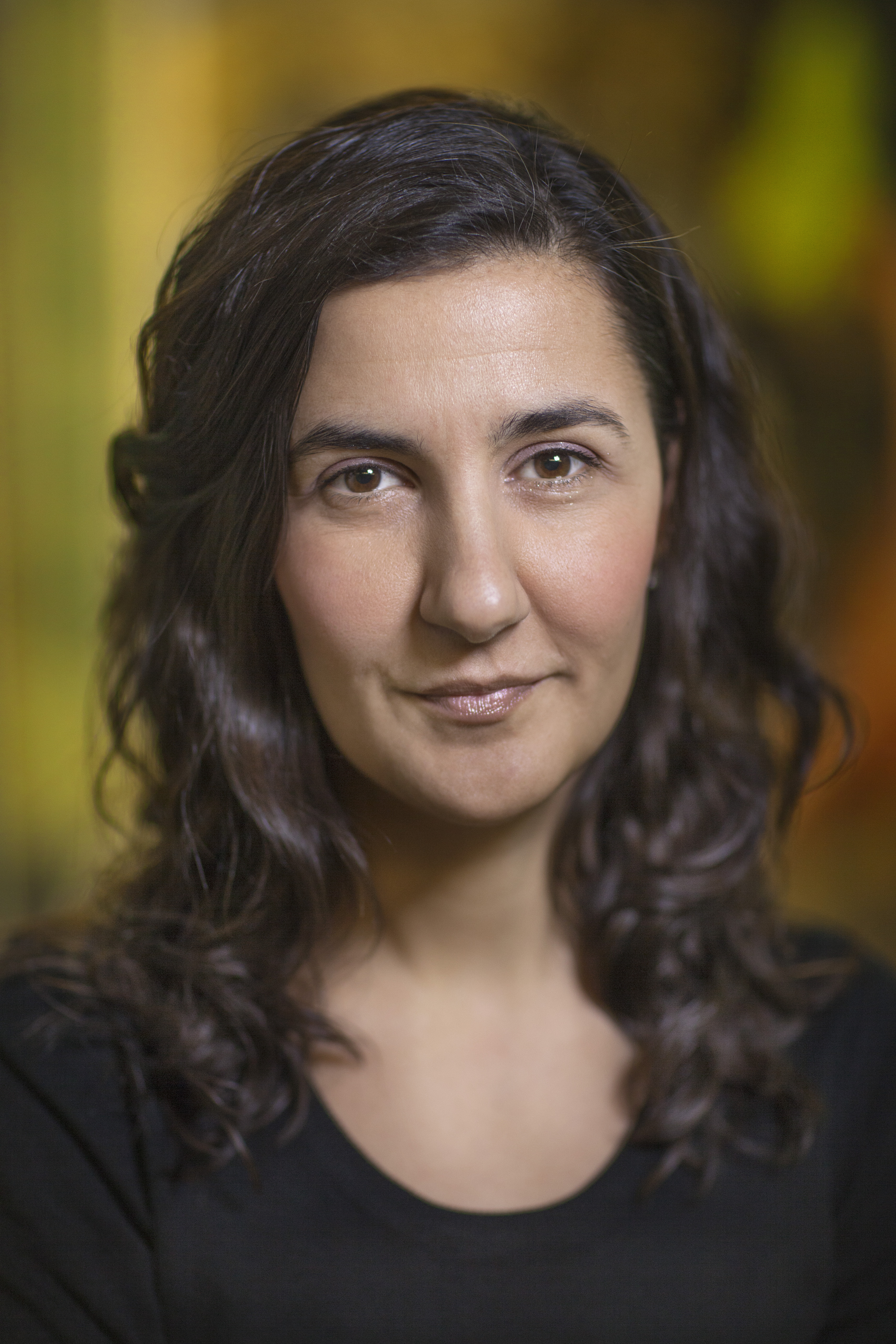
Negra Efendić 2016.

Negra Efendić, född 29 oktober 1980 i Bosnien och Herzegovina (i dåvarande Jugoslavien), är en svensk journalist och författare.

## Biografi
Negra Efendić är född i Bosnien och till en början uppvuxen i Brezovo Polje, varifrån hennes familj flydde till Sverige under de jugoslaviska krigen 1993. Familjen bosatte sig sedan i Huskvarna. Efendić utbildade sig till journalist vid Bona folkhögskola i Motala och anställdes på Borås Tidning 2005. År 2007 rekryterades hon av Svenska Dagbladet där hon bland annat var arbetsmarknadsreporter och bevakade migrations- och integrationsfrågor.

### Jag var precis som du
Efendić utkom 2016 med boken Jag var precis som du där hon återgav upplevelser från flykten till Sverige, livet som flykting i landet och skoltiden i Huskvarna. För boken tilldelades hon den 23 november 2016 Stora Journalistpriset i kategorin Årets Berättare. Juryns motivering till priset var följande: "För att hon i sin reportagebok återvänder till sin egen flykt och med osentimental blick skildrar krigets spår hos ett barn samtidigt som hon ger liv åt människorna bakom nyhetstelegrammen."

### Sommarvärd
Den 14 juni 2017 presenterades Efendić som en av årets värdar i Sommar i P1. Hennes sommarprat sändes den 26 juni 2017. I sommarpratet berättar Efendić om hur det var att komma till Sverige på 1990-talet och om hur hon idag ”tar hjälp av sin inre Zlatan när hon möter orättvisor”.

### Granskning av åldersbedömningar
I november 2017 inledde Efendić en omfattande granskning av Rättsmedicinalverkets medicinska åldersbedömningar av asylsökande. I ett 50-tal artiklar belystes metoden, som fått hård kritik av flera experter inom området och som inte anses vara förenlig med principerna för evidensbaserad medicin. Den 14 juni 2018 tilldelades hon Advokatsamfundets journalistpris för sin granskning. Journalistpriskommitténs motivering var följande: ”Hon vill i sina reportage förklara det oförklarliga och göra det oförståeliga förståeligt så att det blir en hel och rättvisande sanning men ingen överslätande förlåtelse.”

### Dokument Inifrån
Sommaren 2022 lämnade Efendić Svenska Dagbladet efter 15 år på tidningen efter att ha blivit rekryterad till SVT:s Dokument inifrån. Under maj och juni 2024 sändes hennes första tv-dokumentär, Dokument inifrån: Vi ska ha barn. I dokumentären skildrar Efendić surrogatprocessen med fokus på konsekvenserna för barnen. Eftersom det i Sverige inte är tillåtet att skaffa barn via surrogatmödrar reser många par utomlands till länder där det är lagligt. På grund av det svenska förbudet saknas det också regler kring surrogatprocesser. Dokument inifrån: Vi ska ha barn följer ett par i 70-årsåldern som skaffat tvillingar via surrogat och fått barnen omhändertagna av socialtjänsten samt en ensamstående man som suttit fast i Colombia i över ett halvår med svårt sjuka barn. I sista avsnittet avslöjar också Efendić att den spanska läkare som 2020 dömdes för sexualbrott mot 45 barn i Sverige innan han greps anlitat en spansk surrogatagentur för att få ett eget barn. Den sexbrottsdömda mannen registrerades som far till flickan när hon var nyfödd. Hon är nu spansk medborgare och bor hos mannens föräldrar i Spanien, där han också avtjänar sitt fängelsestraff.